# Sagina procumbens
Sagina procumbens és una espècie de planta amb flor dins la família Cariofil·làcia. Originària d'Euràsia i el nord de l'Àfrica actualment és de distribució subcosmopolita, també es troba als Països Catalans, i es troba a l'hemisferi nord i parts de Sud-amèrica i altres llocs com espècie invasora especialment en llocs humits com les illes subantàrtiques, per exemple l'illa Gough.

## Descripció
Herba perenne hemicriptòfita de 5 a 20 cm d'alçada. Forma mates sense pilositat de vegades sembla molsa. Les fulles són linears d'1 a 2 cm de llarg. Fa flors solitàries amb quatre o cinc sèpals i quatre o cinc pètals però aquests de vegades són absents. El fruit és una càpsula ovoide.

## Problemàtica
Un cop establerta és difícil d'erradicar per la persistència en el banc de llavors del sòl.